# ناحية الزعفرانية
الزعفرانية ناحية في قضاء الرصافة في جنوب بغداد، يقدر عدد سكانها بحوالي 650 ألف نسمة عام 2010، فيها سبع مقاطعات وثلاثة أحياء سكنية، وفي مركزها 25 محلة سكنية، كانت الزعفرانية منطقة تابعة إدارياً لناحية الكرادة الشرقية حتى 12 كانون الثاني سنة 2023، حين صارت الزعفرانية ناحية تابعةً لقضاء الرصافة.

## موقعه الزعفرانية
الزعفرانية واحدة من مناطق بغداد المختلطة والتي تحتوي على عدة أطياف من الشعب العراقي وتشتهر ببساتينها الجميلة تحاذيها من الجنوب منطقة جسر ديالى ومنطقة الدورة على الضفة الغربية من نهر دجلة ويحدها من الشمال الشرقي معسكر الرشيد الذي كان يطلق عليه سابقا اسم معسكر هنيدي في زمن الاحتلال البريطاني، ولا زالت هناك مقبرة للجنود البريطانيين عند المدخل الشمالي للزعفرانية.
إلى الجنوب من معسكر الرشيد يقع مجمع الكلية العسكرية الأولى ويوجد بالقرب من هذا المجمع دور سكنية للمعلمين والتدريسيين في الكلية وتعتبر جزاء من مدينة الزعفرانية.
إضافة لوجود مراكز تجارية فيها تحتوي على مجموعة من المراكز العلمية من أهمها معهد التكنولوجيا بغداد (والتي كانت الجامعة الأمريكية سابقا وكانت تسمى جامعة الحكمة) ومعهد الإدارة التقني ومعهد إعداد المدربين الصناعيين والكلية التقنية بغداد وكلية الفنون التطبيقية.
الزعفرانية تضم واحدة من أهم المناطق الصناعية في بغداد والتي تختص بمختلف الصناعات منها الكهربائية والغذائية والبتروكيمياوية. يقع في القسم الجنوبي الغربي من المدينة وبمحاذاة نهر دجلة كلا من شركة الصناعات الكهربائية وشركة الصناعات الإلكترونية وشركة الهلال للصناعات الكهربائية وشركة الاصباغ الوطنية ومصانع البيبسي والسفن آب ومعمل اللحوم العراقية ومصنع البيرة الوطنية «فريدة».
بمحاذاة المنطقة الصناعية توجد منشأة النداء العامة للقوالب والتي كانت من أكبر منشاءت التصنيع العسكري في العراق سابقا وتضم معهد القوالب واللحام أيضا وكذلك منشأة الزوراء العامة لصناعة المنظومات الكهربائية وشبكات السطيرة. وتحتوي على محطة تولد الطاقة الكهربائية (محطة جنوب بغداد) القديمة والتي تم نصب 6 وحدات توليدة جديدة فيها بعد 2003 ويقع بجانبها الشركة العامة للصناعات البلاستيكية.

## مساجد الزعفرانية
- جامع الرسول
- جامع الغفور الرحيم
- جامع سيد الشهداء
- جامع المصطفى أو ـ 7 نيسان
- مسجد معسكر الرشيد
- جامع خاتم النبيين
- جامع اليماني الكبير
- جامع الرحمن
- جامع العلي العظيم
- جامع الفتح المبين
- جامع الكيلانية
- جامع الرشيد
- جامع الرستمية
- جامع الحي القيوم
- جامع الأقصى
- جامع الأحبة
- جامع الصدرين

## أحياء الزعفرانية
تقسم الزعفرانية إلى عدة محلات ومناطق وهي بالتسلسل من الشمال إلى الجنوب:
الزعفرانية القديمة وتقع عند المدخل الشمالي للمدينة يتوسطها سوق شعبي كثيف الحركة ومستشفى عام ومركز شرطة الزعفرانية ويظم المحلات 950 و952 و954 و958 وفي الجهة المقابلة من الشارع العام الذي يقسم الزعفرانية ومنطقه سعيدة حيث تتكون من دور سكنية ودور الجلود ويسكنها موظفوا الشركة العامة للصناعات الجلدية وعمارات سعيدة السكنية وهي عمارات بنيت في الثمانينيات ويفصلها عن دور المعلمين مزرعة بعرض 500 متر حيث يتكون هذا الحي من شريط من الدور السكنية يبدأ من ساحة الشهيد رسول الوس «ساحة الزعفرانية» إلى دور سعيدة جنوبا. بعدها تأتي بناية المجلس البلدي الحالية والتي كانت قاعدة صواريخ استخدمت في حرب الخليج الثالثة استخدمها الجيش الأمريكي لتكديس الصورايخ والأعتدة العائدة للجيش العراقي السابق بعد 2003.
حدثت حادثة مأساوية كادت أن تقضي على المنطقة بكاملها. وتفاصيل الحادثة هي أن هذه التكدسات الكبيرة من الأعتدة والصواريخ العائدة للجيش العراقي السابق انفجرت في صباح يوم 26-4-2003 بصورة غير نظامية مما أدى إلى تطاير الصواريخ والمقذوفات في سماء المدينة بصورة عشوائية أدت إلى هلع السكان وراح 9 أفراد من عائلة واحدة ضحايا لهذه المأساة بعد أن سقط صاروخ على دارهم وحوّله إلى حفرة في الأرض ولم تتوقف الانفجارت إلى أن قامت طائرات التحالف بقصف الموقع المذكور بالطائرات المقاتلة وقد قضت الانفجارات بالكامل على معهد الإدارة التقني المجاور للقاعدة.
في المقابل من المجلس البلدي يقع مجمع المعاهد الفنية ومعهد التكنولوجيا والكلية التقنية بغداد وكلية الفنون التطبيقية وإلى الجنوب منه تقع محطة الزعفرانية للضغط المنخفض في منطقة الكبيسي.
منطقة الكبيسي: تقسم إلى دور المعلمين والشرطة الأولى والثانية والثالثة وسوق مريم وسوق الهوا الذي يقع بمحاذاته دار الراهبات الكلدان ودير الزعفرانية ويقع مقابله مجمع عشتار السكني لموظفي وكالة الطاقة الذرية سابقا. وإلى الجنوب من الدير تقع مطاعم أبو عقال الشهيرة عند تقاطع الحي الصناعي ويقع في التقاطع مهعد الصناعات الكهربائية والإلكترونية التابع لوزارة الصناعة تفصله مزرعة بعرض كيلو متر واحد عن شركة القبس لصناعة الأصباغ جنوبا وفي الجهة المقابلة يقع مجمع الشموخ السكني لمعاقي الحرب العراقية الإيرانية.
وجنوبا تقع منطقة الرشيد ومصنع تعبئة الغاز في الزعفرانية. في الجهة المقابلة تقع محطة وقود الرشيد تحيطها منطقه الزراعة التي تستمر إلى جسر ديالى جنوبا وهي منطقة بساتين رائعة الجمال تقع فيها بعض دور موظفي الشركة العامة للبستنة وبعض المزارع النموذجية على ضفاف نهر دجلة. على الجهة المقابلة من الشارع العام تقه منطقة السدة (منطقة الوليد) والحي العسكري بمحاذاة سدة الكلية العسكرية في الرستمية وحتى جسر ديالى.
[ما هي؟]

- الوليد
- الرشيد
- الربيع
- الشموخ
- المعلمين
- سعيدة
- الأورفلي

## الكليات والمعاهد في الزعفرانية
- معهد التكنولوجيا بغداد
- معهد الإدارة التقني
- معهد إعداد المدربين
- الكلية التقنية بغداد
- كلية الفنون التطبيقية
- معهد الفنون التطبيقة